# Новости со всех концов света
«Новости со всех концов света» (англ. News of the World) — вестерн Пола Гринграсса, экранизация одноимённого романа канадско-американской писательницы Полетт Джайлс (2016). Главные роли исполняют Том Хэнкс и Хелена Ценгель.
Картина получила две номинации на 78-й церемонии вручения премий Голливудской ассоциации иностранной прессы «Золотой глобус» и две номинации на 27-й церемонии вручения премий Американской Гильдии киноактёров. Хелена Ценгель за своё исполнение была удостоена номинаций на вышеупомянутые награды в категории «Лучшая актриса второго плана». Также фильм получил четыре номинации на 93-ю церемонию «Оскар» — за «Лучшую музыку», «Лучшую операторскую работу», «Лучший звук» и «Лучшую работу художника-постановщика».

## Сюжет
Техас, 1870 год, смутные времена Реконструкции. По дорогам скитаются банды бывших солдат-южан, вступающие в стычки с федеральными войсками и индейцами, а местные фермеры и скотоводы недовольны насаждаемыми властями новыми порядками. Пожилой капитан Джефферсон Кайл Кидд (Том Хэнкс), оставшись не у дел после поражения конфедератов в Гражданской войне, вынужден зарабатывать на жизнь, разъезжая по городам и поселкам и читая в местных клубах газетные новости. Получив известие о смерти своей жены в Сан-Антонио, он решает навестить её могилу, но в дороге находит разбитую индейскую повозку, хозяин которой повешен на ближайшем дереве.
Поймав в соседних зарослях 10-летнюю девочку (Хелена Ценгель), не знающую ни слова по-английски, Кидд встречает военный патруль, командир которого рассказывает ему, что малышку зовут Джоанной Леонбергер, и четыре года тому назад она лишилась родителей, немецких поселенцев, убитых индейцами кайова. После того как удочерившая Джоанну новая индейская семья также погибла, её по распоряжению властей отправили в военный форт. Доставив туда юную немку, Кидд узнаёт, что агент по делам индейцев надолго отлучился в резервацию, и, поддавшись уговорам офицера, соглашается сам отвезти её родственникам, перевезя через весь Техас.
В пути путешественникам приходится не только отбиваться от грабителей, но и не без труда устанавливать друг с другом контакт. Запуганная и позабывшая язык и традиции своего народа, девочка постепенно проникается тёплыми чувствами к суровому с виду, но добросердечному капитану.
Доставив Джоанну Леонбергерам, грубым немецким фермерам, расположенным не столько заботиться о сироте, сколько использовать её как бесплатную рабочую силу, Кидд проникается сомнениями насчёт её будущего. Посетив родной дом и убедившись, что там он по-прежнему никому не нужен, сентиментальный вдовец возвращается в немецкую колонию, чтобы забрать Джоанну с собой навсегда.

## В ролях
| Актёр            | Роль                         |
| ---------------- | ---------------------------- |
| Том Хэнкс        | капитан Джефферсон Кайл Кидд |
| Хелена Ценгель   | Джоанна Леонбергер           |
| Нил Сэндилэндс   | Вильгельм Леонбергер         |
| Чукуди Ивуджи    | Чарльз Эдгефильд             |
| Томас Мерфи      | Мерритт Фарли                |
| Кристофер Хэйген | Дюрэнд                       |
| Элизабет Марвел  | миссис Джаннет               |
| Фред Хехингер    | Джон Кэлли                   |
| Мэр Уиннингэм    | Дорис Будлин                 |
| Билл Кэмп        | мистер Бранхолм              |